# Crkvenjak
Crkvenjak es un pueblo perteneciente al municipio de Kreševo, en el cantón de Bosnia Central, Bosnia y Herzegovina.

## Superficie
Cuenta con una superficie de 4,05 kilómetros cuadrados.

## Demografía
Hasta 2013 la población era de 60 habitantes, con una densidad de población de 14,8 habitantes por kilómetro cuadrado.
| Gráfica de evolución demográfica de Crkvenjak entre 1961 y 2013    |
|                                                                    |
| Datos según Population statistics of Eastern Europe & former USSR. |